# Eyebroughy

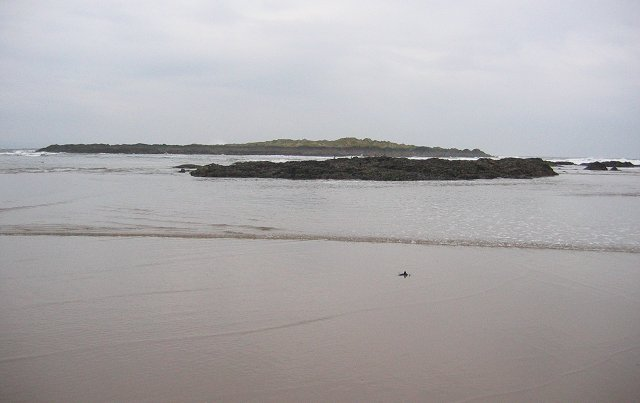
Eyebroughy, amb roques de fons

Eyebroughy (o arcàicament Ibris) és un illot localitzat en el Firth of Forth, a 200 metres d'East Lothian, en Escòcia. L'illa constitueix una reserva de la RSPB, a causa de la població de cormorans que alberga. La roca és basàltica i data del Carbonífer.